# Chapelle Notre-Dame-de-Rocamadour de Camaret-sur-Mer
La chapelle Notre-Dame-de-Rocamadour est une chapelle catholique située à Camaret-sur-Mer dans le Finistère, en France.

## Situation
Elle se trouve près de la tour Vauban, sur le Sillon. Elle fait l’objet d’une inscription au titre des monuments historiques depuis le 4 mars 1935.

## Historique
La première chapelle Notre-Dame-de-Rocamadour fut construite en 1183. La partie la plus ancienne de la chapelle actuelle date de 1527. Ce lieu de culte ne doit pas son nom au pèlerinage d’un prêtre médiéval à Rocamadour en Quercy comme il est souvent affirmé, mais au socle de pierre sur lequel la chapelle a été construite au bout du Sillon, le Roc’h a ma dour (du breton Roc'h = rocher, am a= au milieu, et Dour = eau, soit le « rocher au milieu des eaux »).
La chapelle, comme la tour Vauban, se trouve sur un rocher relié à l'Esplanade Jim Sévellec par le « Sillon ». Certains habitants de Camaret l'appellent « Roz Madou » qui a, sous une forme linguistique un peu différente, le même sens que roc au milieu des eaux.
Il serait imprudent de donner une date précise quant à la construction de l'édifice. Dans divers documents on trouve des dates qui se contredisent. Il est notamment fait mention de Notre-Dame-de-Rocamadour dans un bref du pape Grégoire XI, daté de 1372 et accordant des indulgences aux fidèles qui contribueraient à la reconstruction du monument. Ce qui laisse supposer qu'auparavant il y aurait eu une chapelle. Il semble néanmoins que l'on peut dater la construction, compte tenu de l'inscription figurant sur le pignon ouest en abréviation d'usage à l'époque : « L'an 1527 fut fondée la chapelle Notre-Dame du Roc. »
La construction a été lente. Au-dessus de l'inscription sur le même pignon, on peut lire les dates suivantes : 1610, 1647, 1683. Suivies des noms des recteurs D. Myttern, Torrec, Kéraudren, D. Palud, lesquels ont restauré l'édifice.
Le clocheton a été décapité lors de la bataille de Trez-Rouz le 18 juin 1694 par un boulet anglo-hollandais.
Les armes des seigneurs de Crozon, successeurs des Rohan et représentés par la famille de Goulaine, sont demeurées intactes malgré les décrets de la Convention, ordonnant de les marteler. Elles sont visibles au-dessous du clocheton.
À l'intérieur, tout le mobilier ancien a disparu lors de l'incendie du 25 février 1910. La chapelle fut reconstruite en 1911. Jadis, la toiture était tenue par des poutres du XVIe siècle, ornées de têtes de dragons portant le bois. Plusieurs statues anciennes en bois peint et des ex-voto ont brûlé. La chaire, signée J. Kéraudren est de 1914-1915. La statue de la Vierge est moderne. La croix en face de la chaire est l'ancienne croix du cimetière. Aujourd'hui, on peut voir des ex-voto suspendus dans la nef. De même, un ensemble d'anciennes photographies représentant le pardon et la vie de Camaret au début du XXe siècle. Le pardon de Notre-Dame-de-Rocamadour a lieu le premier dimanche de septembre.
Dans la nuit du 24 au 25 février 1910, un incendie s'est donc déclaré dans la chapelle. L'alarme a été donnée par un douanier vers cinq heures du matin. Des pompiers et un détachement de la 2e batterie du 18e bataillon d'artillerie, caserné à Lagadjar, sont intervenus très rapidement. Malgré leurs efforts, toute la toiture et presque tout le mobilier ont été détruits. Seul le clocher et les murs ont échappé au désastre. La participation des paroissiens et les dons de généreux souscripteurs ont permis de restaurer, dès 1911, la chapelle, si chère aux Camarétois. Pendant un an, ils en furent privés, mais n'oublièrent pas pour autant Notre-Dame-de-Rocamadour. Le 26 mai 1910, beaucoup d'entre eux prirent part à un pèlerinage à Rumengol, organisé par la presqu'île de Crozon. Trois vapeurs brestois transportèrent jusqu'au Faou sept cents pèlerins, qui se rendirent ensuite en procession à l'église Notre-Dame-de-Tous-les-Remèdes.

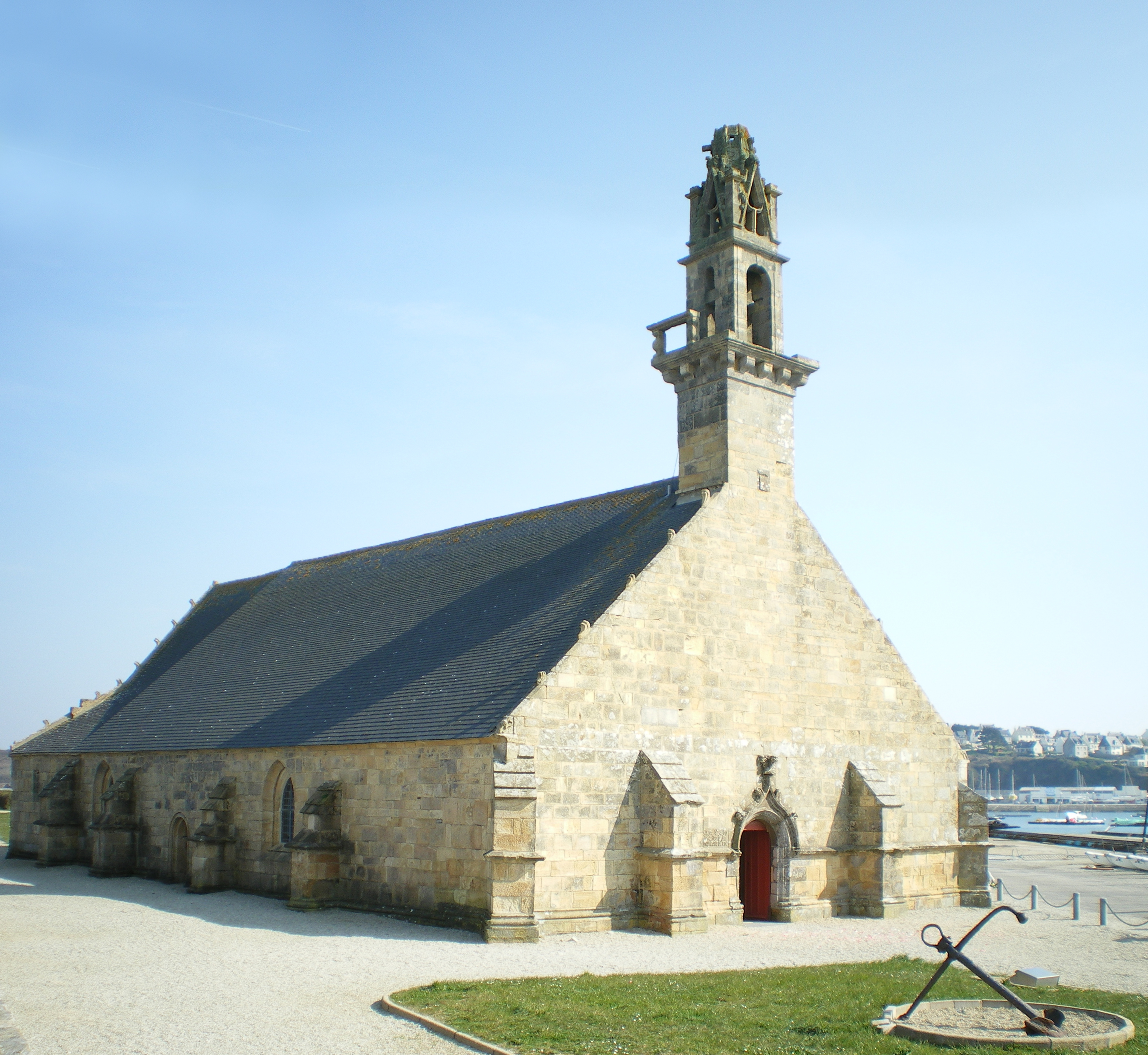
La chapelle avec son clocher décapité par un boulet de marine anglais.
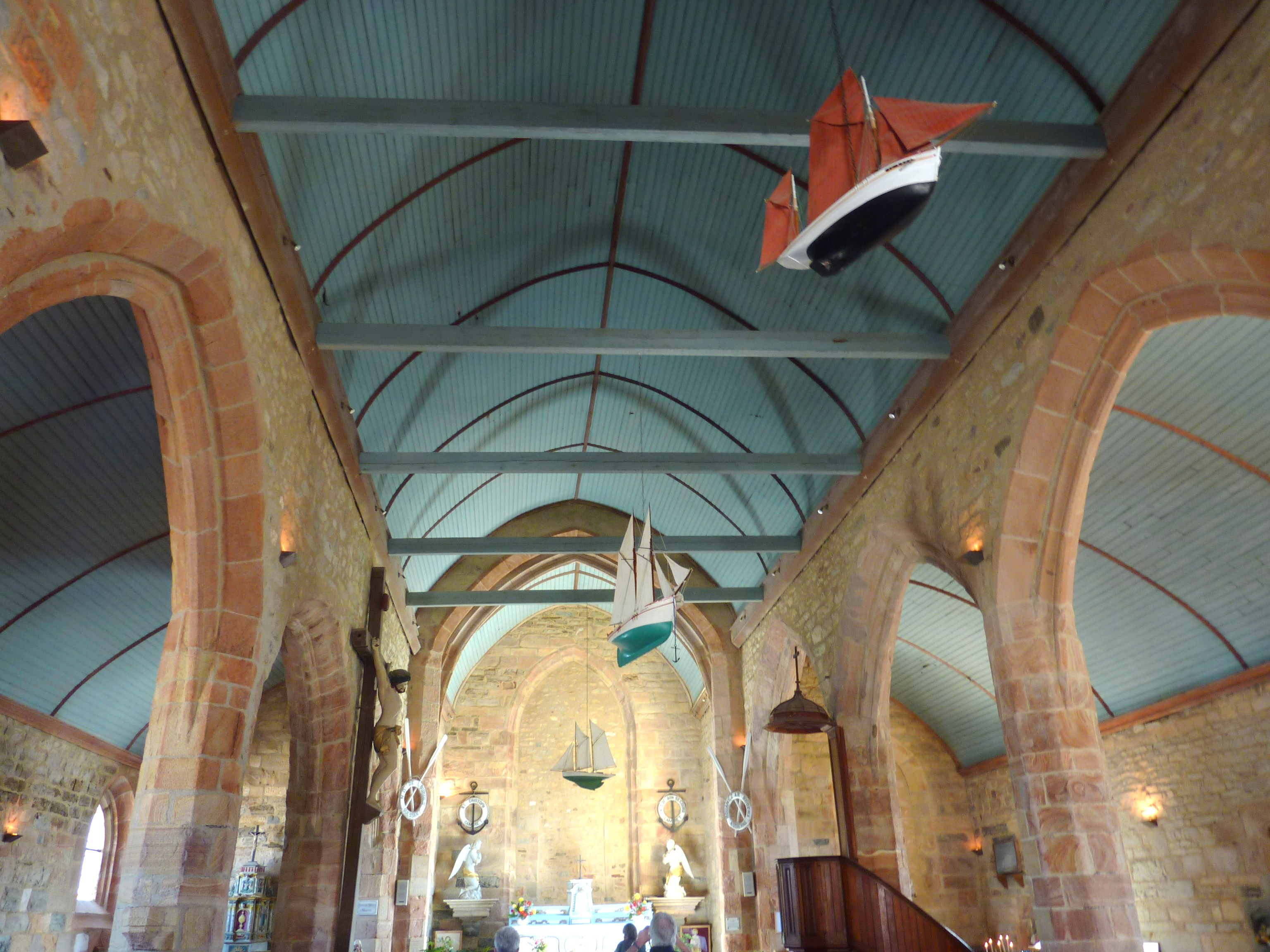
Ex-voto en forme de bateaux accrochés dans la chapelle.
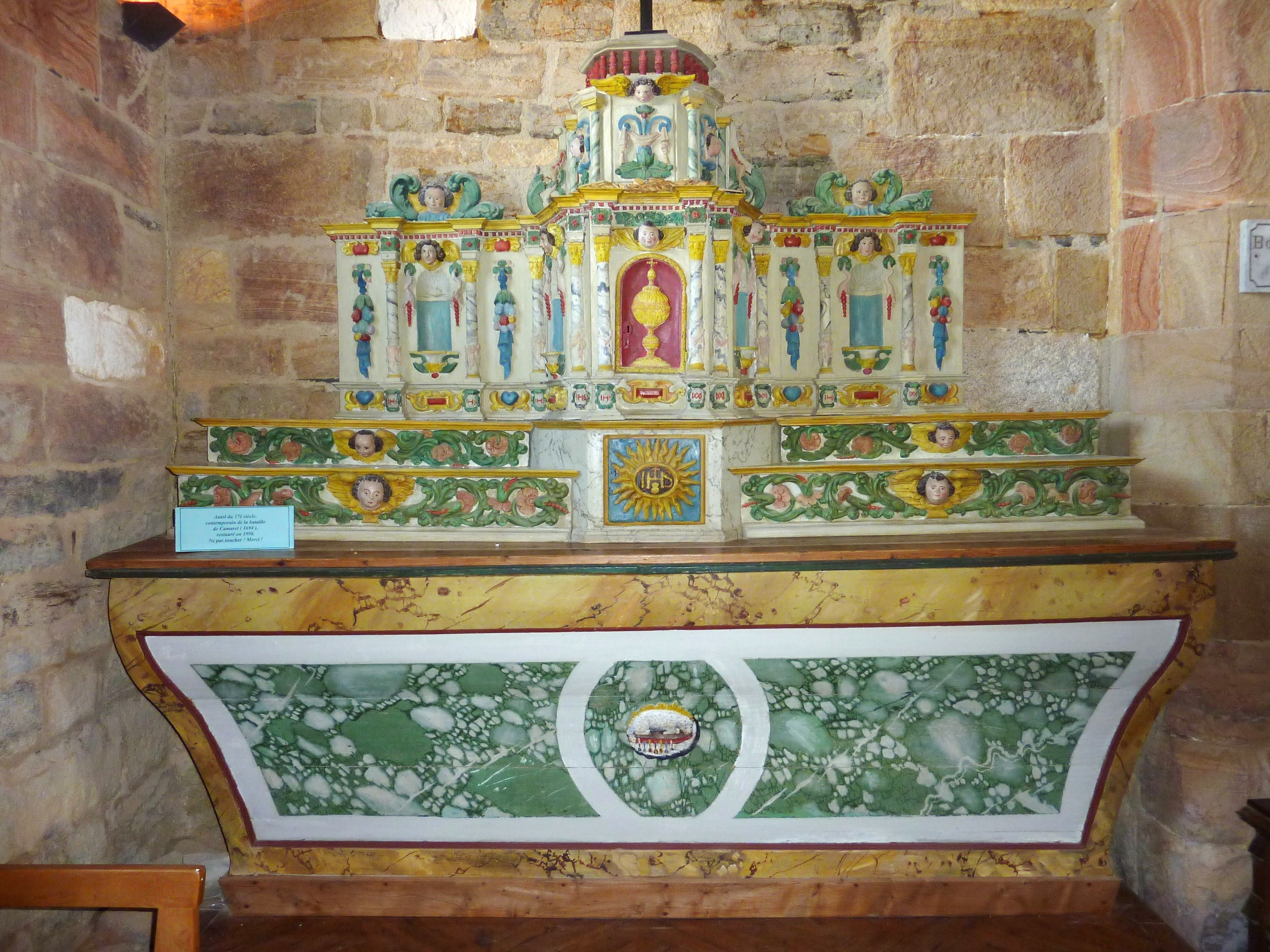
Autel latéral du XVIIe dans la chapelle.
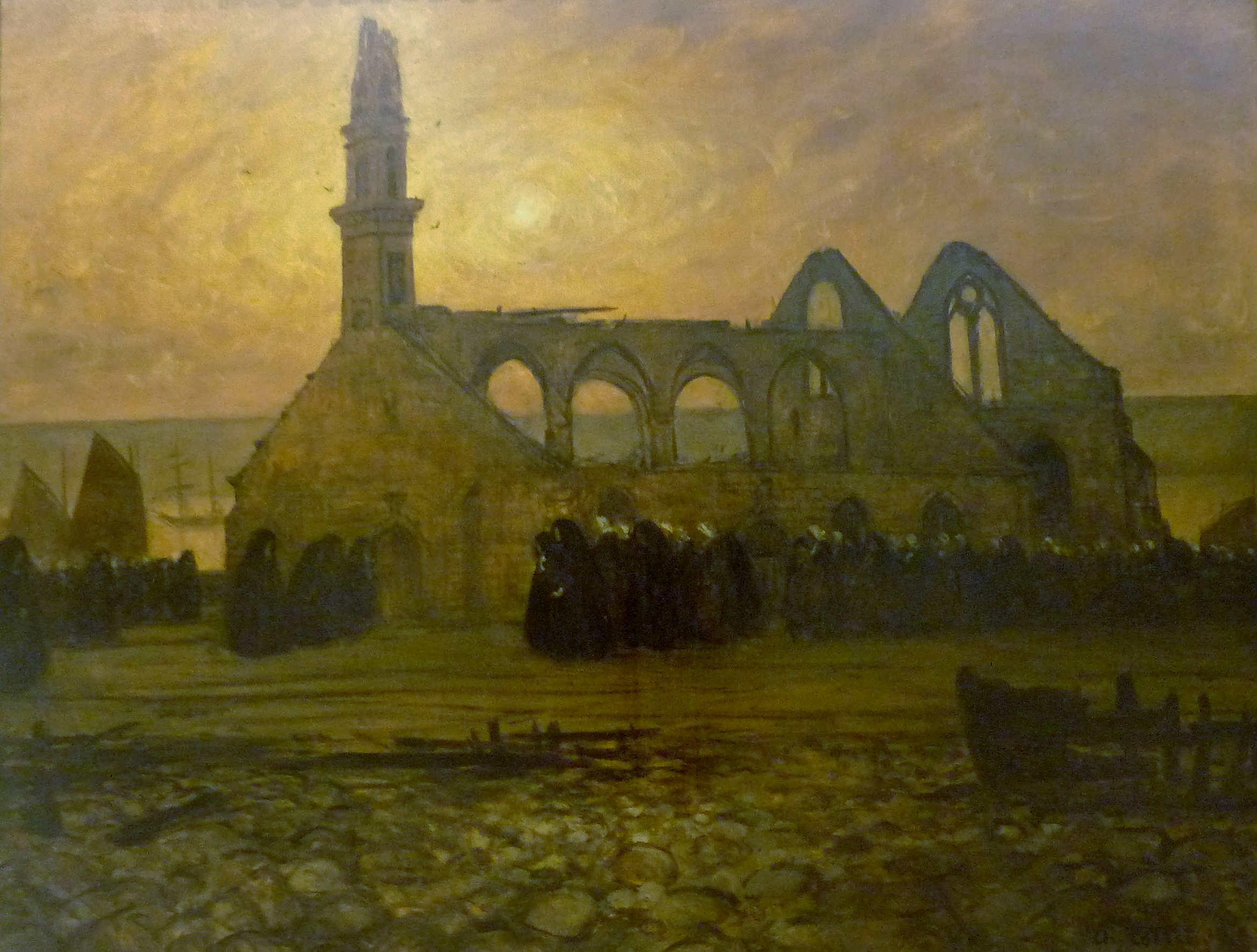
Charles Cottet : L'église brûlée (1911, musée des beaux-arts de Quimper).